# Ismet Beqiri

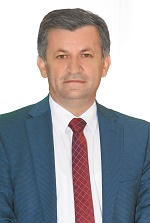
Ismet Beqiri (2017)

Ismet Beqiri (* 6. Juli 1964 in Tërrnava bei Podujeva, SFR Jugoslawien, heute Kosovo) ist ein albanischer Politiker aus dem Kosovo. Er studierte Rechtswissenschaften an der Universität in Priština. 1998 wurde er erstmals in das Parlament des Kosovo gewählt.
Zwischen 2000 und 2002 war er Mitglied der Gemeindeversammlung in der Hauptstadt Priština. Dort übte er vom 27. November 2002 bis zum 3. Januar 2008 das Amt des Bürgermeisters aus. Bei den Parlamentswahlen vom 17. November 2007 wurde er in das Parlament des Kosovo gewählt. Er trat sein Mandat am 3. Januar 2008 an. Er ist Vorsitzender des parlamentarischen Ausschüsse für Menschenrechte, Gleichheit der Geschlechter, vermisste Personen und Petitionen.
Beqiri ist Parteimitglied der Lidhja Demokratike e Kosovës (LDK).